# Protoptila liqua
Protoptila liqua är en nattsländeart som beskrevs av Martin E. Mosely 1954. Protoptila liqua ingår i släktet Protoptila och familjen stenhusnattsländor. Inga underarter finns listade i Catalogue of Life.